# Терюшевское восстание
Терюшевское восстание 1743—1745 годов — восстание, происходившее в Терюшевской волости Нижегородского уезда Нижегородской губернии.

## Ход событий
Началом послужило выступление населения против насильственного крещения, проводимого епископом Нижегородским и Алатырским Дмитрием (Сеченовым). 18 мая 1743 года он прибыл в село Сарлей и, увидев близ церкви эрзянское кладбище с деревянными намогильными срубами, приказал сжечь его. Стихийно собравшиеся крестьяне напали на миссионеров. Епископу удалось скрыться в погребе местного священника. В письме в губернскую канцелярию он потребовал выслать воинский отряд, арестовать и отдать под следствие зачинщиков, кладбища около церквей и сёл разорить, запретить жертвоприношения.
После отъезда епископа усилились бесчинства местных чиновников, карательных команд и миссионерских отрядов. Управляющий вотчиной арестовал человек с 20 эрзян и переслал их, в качестве мятежников, в Нижегородскую губернскую канцелярию. Епископ держал их под крепким караулом в кандалах и колодках, бил мучительски, смертно; многих из них и в купель окунал связанных и крест надевал на связанных же. Царское правительство вместо того, чтобы прекратить насилие, издало указ, согласно которому должен был осуществляться новый рекрутский набор эрзян.
Спасаясь от карателей, крестьяне бежали в леса и организовывали повстанческие отряды под руководством новокрещена из села Большое Сескино Несмеяна Васильева (по прозвищу Кривой). В священной роще у села он объявил население своей волости свободным от обязанностей перед помещиками и властями. Под его руководством повстанцы нанесли поражение царским войскам у деревнь Романиха и Борцово.
В волость были направлены гренадерские и драгунские подразделения под командованием генерал-майора Стрешнева и премьер-майора Юнгера. Отряд Юнгера вступил в деревню Лапшиху. 26 ноября 1743 года началось сражение, в результате которого плохо вооруженные повстанцы были разбиты: эрзян было убито 74 человек, ранено 30, взято в плен 130 человек.
Несмеян Васильев был приговорён к сожжению, его сподвижник, бурмистр деревни Клеиха Пумрас Семёнов — к смертной казни. Императрица Елизавета Петровна указом от 15 июля 1744 года заменила смертную казнь вечной каторгой в Сибири. Жестоким наказаниям подверглись остальные руководители и повстанцы (282 человек). К середине 1745 года были подавлены последние вспышки Терюшевского восстания.

## Источник
- Энциклопедия Мордовия, Н. Ф. Мокшин.
- [http://www.museum.nnov.ru/unn/managfs/index.phtml?id=8012_03 (недоступная+ссылка) «Откуда есть пошла земля» терюшевская: Образование и расселение мордвы-терюхан «на горах» Нижегородчины. Д. В. Карабельников] (недоступная ссылка)
- С. М. Соловьёв. История России с древнейших времен. Книга XI. 1740—1748. Двадцать первый том. Глава первая. Брауншвейгская фамилия